# アメリカ合衆国の歴史 (1945-1964)
本稿では、1945年から1964年に掛けてのアメリカ合衆国の歴史を扱う。この時代は冷戦の初期と公民権運動が特筆される。
アメリカ合衆国のこの時代は、第二次世界大戦による荒廃と共産主義からヨーロッパを救おうとした活発な外交政策の期間と見ることができる。国内においては戦後の短い移行期の後で、経済が急速に成長し、核戦争の脅威が世界中を覆った。より強力な武器で相手を威嚇する競争が始まった。国連軍が朝鮮に派遣されて共産主義勢力と戦った。ソビエト連邦は共産主義諸国とワルシャワ条約機構を結成し、アメリカ合衆国を中心とする北大西洋条約機構 (NATO) 諸国に対抗した。
アメリカ合衆国内の大衆にとっては国際的緊張も国内の快適さで緩和された。特に1955年以降、高給を取り、大型高級車を乗り回し、家庭内では掃除機、洗濯機、トースター、ミキサー、アイロンなど手間を省略して家事を楽にする家電製品で生活を楽しんだ。21世紀初期に広く使われるようになったものはこの時代に初めて現れた発明だった。20世紀の初めに中流家庭では普通だった住み込みの女中や料理人は1950年代には事実上聞かれなくなった。自家所有者は温水で温められるセントラルヒーティングを取り入れた。新しいスタイルの家具は明るく、安く軽量であり、動かしやすかった。

## 冷戦

### 冷戦の原因
第二次世界大戦のヨーロッパ戦線が1945年5月8日に終わった時、ソビエト連邦と西側諸国（アメリカ、イギリス、フランス）の軍隊はドイツの中心を通る前線に位置していた。この前線について多少の調整が行われたものの、それがそのまま冷戦時の鉄のカーテンになった。ポツダム会談で合意されたように、オーデル・ナイセ線の東に住むドイツ国民は強制移住された。後に分かったところでは、ヤルタ会談で両陣営がドイツに留まり、どちらも他方を追い出すために軍事力を行使しないという合意に達していた。この暗黙の合意はアジアにも適用され、日本のアメリカ軍による占領と朝鮮の分割になった。冷戦の始まりとともに、短期間の戦後現状維持があったが、1949年に中国が共産主義勢力の手に落ちたことで変わった。共産主義勢力が世界のほぼ3分の1を支配し、一方アメリカ合衆国は世界の超大国となって残り3分の2に影響力を持ったが、その中でもマルクス主義運動の挑戦を受ける国があった。
アメリカ合衆国とソビエト連邦のビジョンには、民主主義を伴う資本主義と一党独裁制を伴う共産主義という基本的な違いがあり、この違いは大戦による惨状によって1945年にそれぞれが正当性を証明した2つの生き方を表す国のイデオロギーの中に単純化され作り上げられてきた。

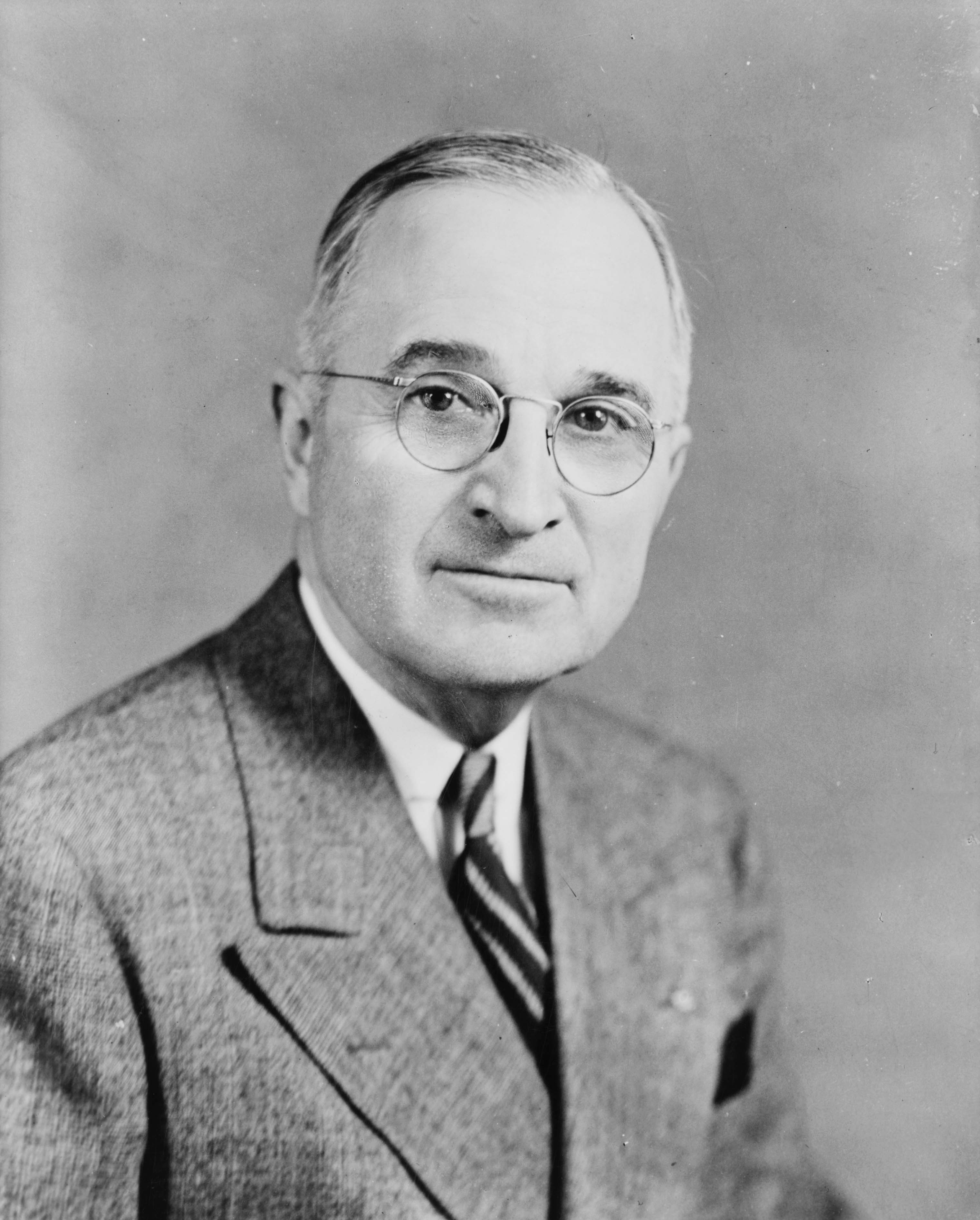
ハリー・S・トルーマン

1945年4月以降ハリー・S・トルーマンが指導するアメリカ合衆国は、世界の市場を資本主義的原理に開放し、戦後世界を大西洋憲章が道筋を付けた原則に従って形作ることに決めた。すなわち、民族自決、平等な経済機会、および世界事情の中で中心となって活動できる資本主義ヨーロッパの再建だった。第二次世界大戦はユーラシア全体のインフラや大衆を破壊し尽くしており、無傷でいられた国はほとんど無かった。無傷に近い世界の主要工業国と言えば、経済面からは大きく強化されてすらいたアメリカ合衆国だった。
アメリカ合衆国は、世界銀行と国際通貨基金という新しい国際機関でその世界観を浸透させようともした。これらは開放的で資本主義の国際経済を確保するために創設された。ソビエト連邦はこれらに加わらなかった。
ソビエト連邦はその境界線で資本主義を封じ込め押し返すことが重要だとも見ていた。ヨシフ・スターリンはポーランド、ルーマニア、東ドイツおよびブルガリアに親モスクワ政権を押し立てることに決めた。これはヤルタ会談で東ヨーロッパには「自由選挙」が行われると請け合った自身の声明と矛盾していた。イギリスの前首相ウィンストン・チャーチルは1946年に、スターリンが「鉄のカーテン」で新しいロシア帝国の領域を閉鎖しようとしていると非難した。

### 封じ込めと拡大
アメリカ合衆国では、国務省の政策企画本部長に抜擢されたジョージ・ケナンの助言によって、ソビエト連邦の封じ込めが外交政策になった。ケナンはソビエトの権力崩壊が起こるまで「あらゆる点で不変の反撃能力を」使って「封じ込める」べきと論じた。この政策は1947年3月のアメリカ合衆国議会におけるトルーマン・ドクトリン演説で表明され、アメリカ合衆国は共産主義を「封じ込める」ために40億ドルを拠出することになると論じた。これはギリシャやトルコ、イランにおける共産主義の脅威と認識されたギリシャ内戦（1946年-1949年）の最中のことだった。トルーマンは、もしギリシャやトルコがその必要とする援助を受けなければ、共産主義に屈服するのを避けられず、その結果はドミノ効果で地域一帯を共産主義者に奪われることになると警告した。トルーマンは自党である民主党の多数の支持を得ただけでなく、議会与党共和党の支持も得た。共和党の上院議員アーサー・ヴァンデンバーグが共和党の国際派議員を率い、ロバート・タフトなど孤立主義派の反対を押し切った。トルーマンは1947年5月にトルーマン・ドクトリンに署名して立法化し、トルコとギリシャに対する軍事と経済の援助として4億ドルを認めた。

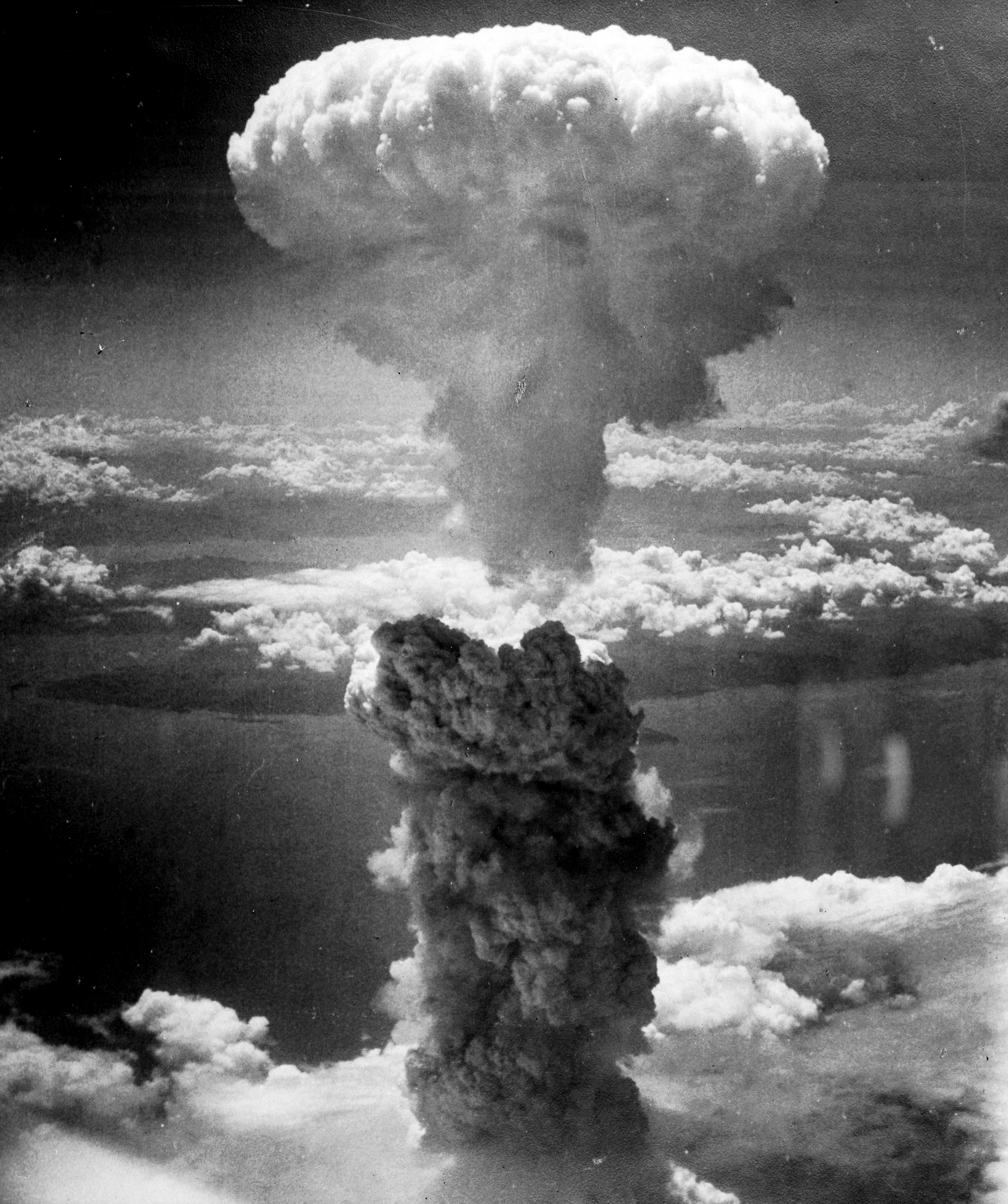
日本の長崎に落とされた原子爆弾のキノコ雲

1946年のシュトゥットガルト演説の後、アメリカ合衆国はドイツの占領政策に影響を与えたモーゲンソー・プランから緩りと離れ、再建政策の方向に進んだ。ヨーロッパにおける衰退した経済と政治の情勢を見たアメリカ合衆国は、1947年半ばにまず西ヨーロッパで、続いて日本（南朝鮮や台湾を含む）で経済再建を始め、1949年には西ドイツも含めた。このマーシャル・プランでは西ヨーロッパに120億ドルを割り当てた。スターリンはその衛星諸国への介入を拒み、ドイツでソビエトの占領する地域奥深くにあるベルリンを封鎖する対応を取った。軍事的対立が迫る中で、トルーマンはソビエトを国際的に孤立させるような刺激策を採った。すなわちソビエトの占領地を越えてベルリンへの大空輸を開始したのであり、これは1948年から1949年まで続いた。
アメリカ合衆国は1949年に他の11か国と共に北大西洋条約機構を結成し、アメリカ史170年間で初めてヨーロッパと「関わる」ことになった。スターリンは東ヨーロッパの経済をそのマーシャル・プランに対抗するビジョンで統合し、1949年には初の核爆発実験を行い、1950年2月には中華人民共和国との同盟条約に調印し、1955年には北大西洋条約機構に対抗する東ヨーロッパのワルシャワ条約機構を結成することで応酬した。
1949年、中国本土を支配した毛沢東は中華人民共和国の成立を宣言し、その後モスクワに行って中ソ友好同盟相互援助条約の交渉を行った。
アメリカ合衆国政府はソビエトの成功が続く事態に直面して、素早く「封じ込め」を強化し拡げる動きに出た。1950年の機密文書NSC-68では、その同盟を強化し、防衛予算を4倍にし、アメリカ人がこの金のかかる冷戦を戦うことを説得するための念入りな宣伝作戦を始める提案を行っていた。トルーマンは水素爆弾の開発を命令し、その後間もなくソビエトも同様な核開発を行った。
1950年代初期、アメリカ合衆国は西ドイツ軍を結成させる計画を立て、日本との間には長期間アメリカの軍事基地を置き、東アジアでアメリカ軍を展開させることを保障する平和条約を提案した。
トルーマン・ドクトリンはアメリカがベトナムに関わるようになることにも貢献した。トルーマンはフランスがインドシナ半島の植民地を維持する動きを援助しようとした。アメリカ合衆国はフランス軍に物資を供給し、軍事アドバイザーを派遣し、第一次インドシナ戦争で共産主義ベトナム人独立運動組織ベトミンと戦うように仕向けた。

### 朝鮮戦争
1950年6月、スターリンは北朝鮮がアメリカに支援される南朝鮮を侵略する作戦を承認した。トルーマンは即座にアメリカ軍を朝鮮に出兵させた。このとき議会への相談も承認取得も行わなかったが、北朝鮮を押し返し、朝鮮を再統一させることについて国際連合の承認は得た。
戦争の初期はアメリカ軍が破れ撤退することが続いたが、ダグラス・マッカーサー将軍が仁川上陸作戦を成功させたことで風向きが変わった。しかし、この攻勢も、数十万人の中国志願兵が宣戦布告無き戦争に突入し、アメリカ・国連・韓国連合軍を開始時点の北緯38度線まで押し返したことで止まった。戦争は膠着状態となり、アメリカ兵の死者は33,000名以上、負傷者は10万人となったが、封じ込め政策を継続する決議以外は何もなされなかった。トルーマンはマッカーサーを解任したが戦争を終わらせることはできなかった。ドワイト・D・アイゼンハワーは1952年の大統領選挙で、トルーマンの「朝鮮、共産主義および汚職」での失敗を攻撃し、自ら朝鮮に行って戦争を終わらせると約束した。アイゼンハワーは1953年に核兵器を使うと脅し、休戦で戦争を終わらせた。この休戦は現在でも有効になっている。

### アイゼンハワー政権

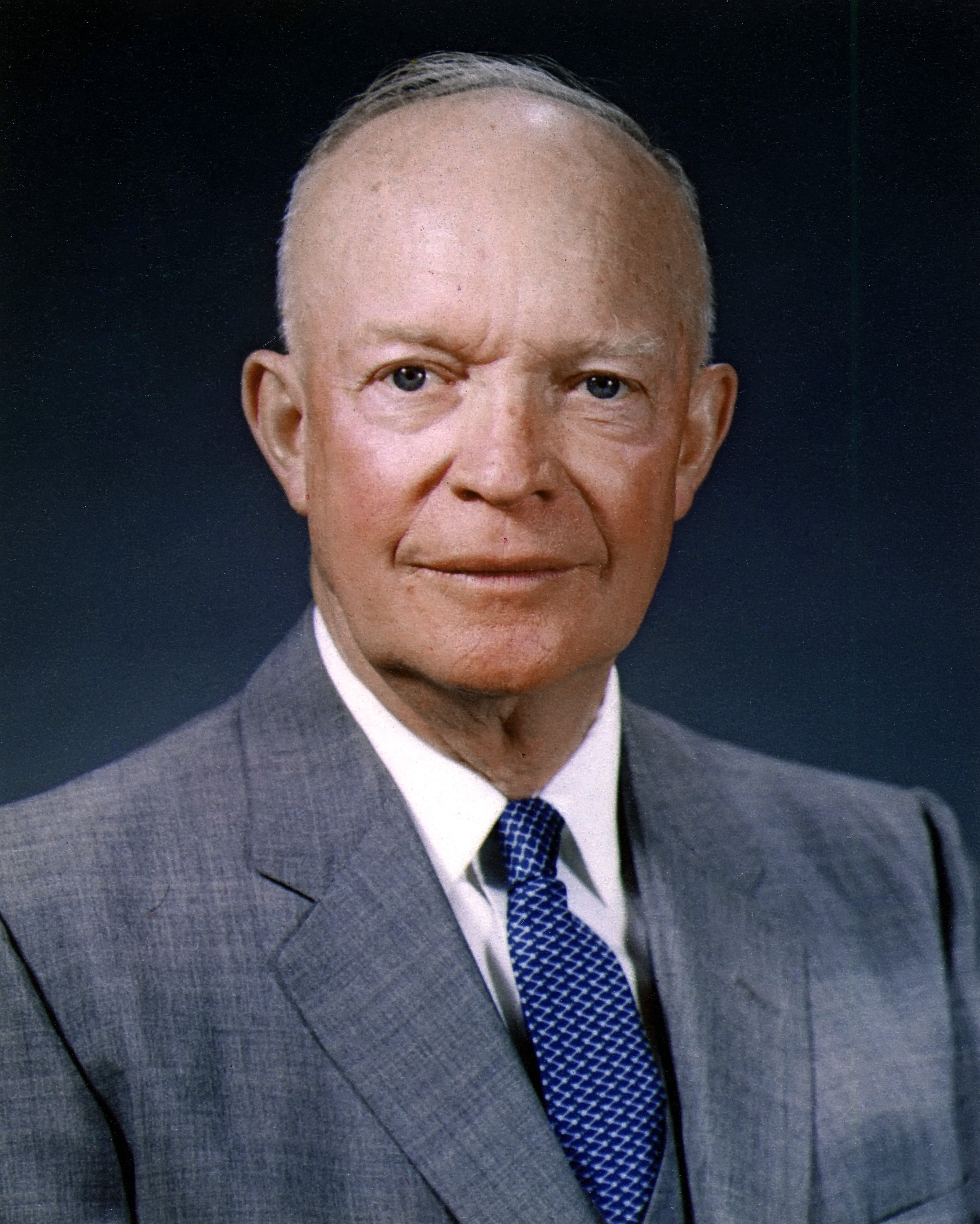
ドワイト・D・アイゼンハワー

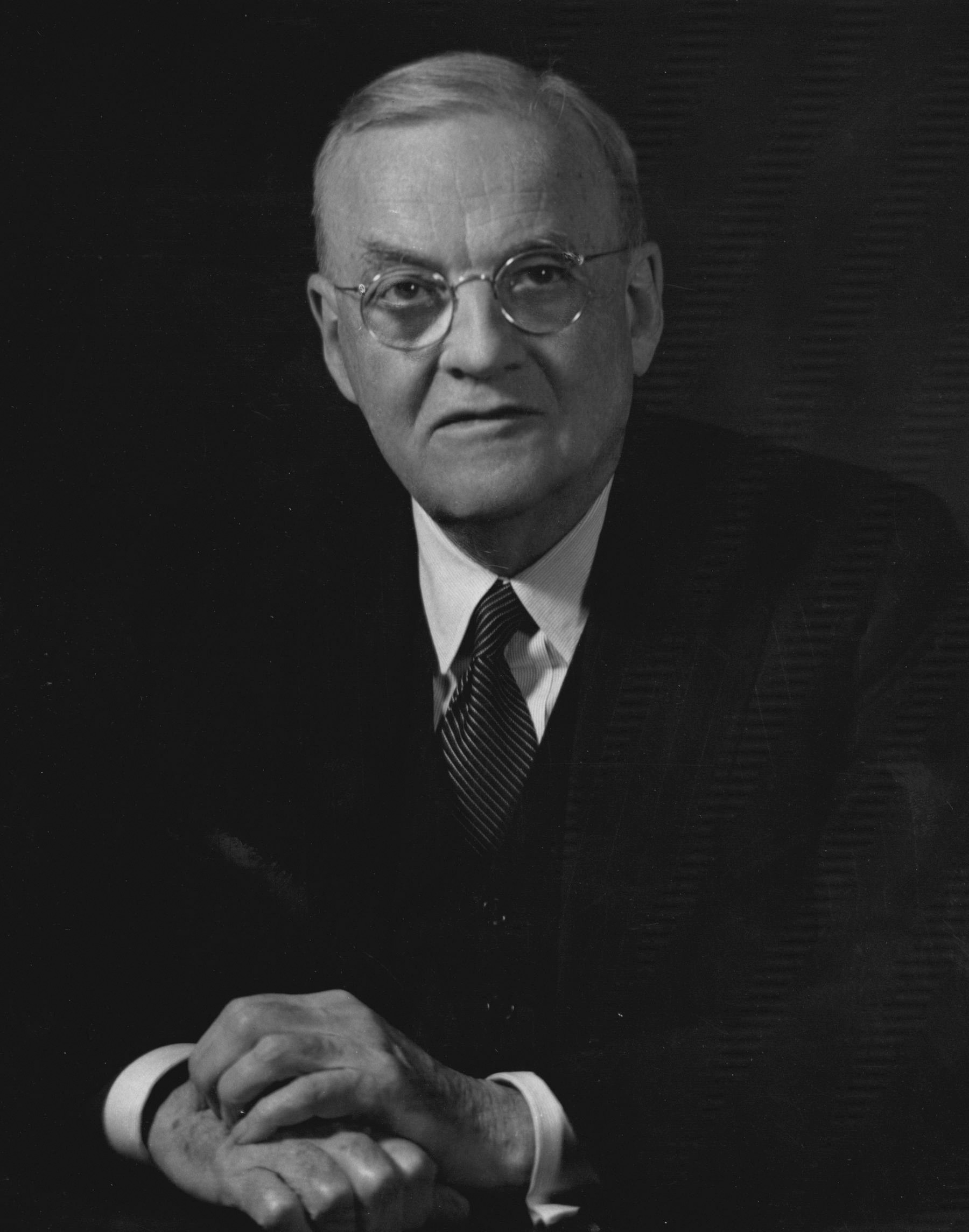
ジョン・フォスター・ダレス

スターリンが1953年に死去し、1952年の大統領選挙に勝利したドワイト・D・アイゼンハワーはこの機会を利用して朝鮮戦争を終わらせたが、冷戦政策は維持した。国務長官ジョン・フォスター・ダレスが1950年代のアメリカ外交政策の中心人物だった。ダレスはトルーマン政権の「封じ込め」を非難し、共産主義の「後退」に繋がることになる積極的「解放」計画を取り入れた。この原則の最も著名な点は1954年初期にダレスが発表した「大量報復」政策であり、トルーマン政権の採った金のかかる伝統的地上軍の派遣を避け、アメリカの核兵器と機密情報の大きな優越性を生かそうとするものだった。ダレスはこのやり方を「瀬戸際政策」と呼んだ。
両陣営は公然のまた秘密の手段を使ってその影響力の及ぶ範囲を拡張しようとし続けた。ソビエトの新しい指導者ニキータ・フルシチョフは、インドなど何処とも同盟していない第三世界の非共産国との新しい関係を築き上げることでモスクワの政策を拡張した。また水素爆弾を開発し、1957年には世界初の人工衛星を打ち上げることでソビエトの影響力を増した。
同時にソビエトはその同盟国や友好国の結束を固めていった。1953年、ソビエト軍が東ドイツの暴動を鎮圧した。さらに1956年のハンガリーではハンガリー動乱にソビエト軍が介入して鎮圧した。
1959年のキューバ革命をフィデル・カストロが成功させた後で、フルシチョフがキューバとの同盟を結び、大きな成功を勝ち得た。
しかし、この勝利は長続きしなかった。1961年、ソビエトと同盟国の東ドイツは、東ドイツ国民が共産主義東ドイツから逃亡し、かなりの支援を受けている資本主義西ベルリンに逃げ込むのを止めるためにベルリンの壁を構築した。これはソビエト連邦にとって情報戦略上の大きな挫折だった。さらに中国とソビエトの友好関係も悪化していた。
ソビエト連邦だけが他国への影響力を強めようとしているわけではなかった。アメリカ合衆国はその核兵器の優越性を振りかざしてソビエトの干渉を妨げ、中央情報局を使ってイランやグアテマラの政権を転覆させた。1958年、アメリカ合衆国はレバノンに9か月間軍隊を派遣し、内戦の危機を収めさせた。1954年から1961年、アイゼンハワーは南ベトナムに多額の経済援助と695人に上る軍事顧問団を派遣した。
1956年、イギリスとフランスがスエズ運河の所有権を取り戻そうとして始めたエジプト侵略をアイゼンハワーが止めさせたときに、北大西洋条約機構内では最初の歪が生じた。アイゼンハワー政権はNATOの僚国の言い分を支持する代わりに、スエズ地域にフランスとイギリスの帝国主義に純然たる慎重論で反対し、エジプトの指導者ガマール・アブドゥン＝ナーセルが古い植民地勢力と孤立することはソビエトの権力をその地域に広げることになるのを恐れると述べた。

### キューバミサイル危機
冷戦の緊張はキューバミサイル危機でその頂点に達した。これはソビエトがキューバに核ミサイルを配備したことでソビエト連邦とアメリカ合衆国の間の緊張が急激に高まった事件だった。この危機は1962年10月16日に始まり、13日間続いた。歴史家の多くは、2つの超大国間で核戦争が始まる寸前まで迫ったときだと見ている。

## "豊かな社会"と"もう1つのアメリカ"
第二次世界大戦が終わった直後の数年間は白人中流階級にとって概して安定と繁栄の時代だった。アメリカ合衆国はその戦争に向けられた力を急速に消費文化の方向に向けさせた。しかし、消費、郊外および経済の成長は、その繁栄が誰にでも広がっているのではないという事実に影を投げていた。多くのアメリカ人は、アイゼンハワー政権の間も特に老人や非白人の少数民族・人種の間では貧窮の中に暮らし続けていた。
戦後の繁栄の結果として、1950年代の中流階級文化の中心で消費財に対する需要が増し、消費財の多様化と使い勝手の良さが求められ、それに対する広告も増加した。1950年代と1960年代の豊かなアメリカ人は、自動車、皿洗い機、生ごみ処理機、テレビさらにステレオのような生活を豊かにするものを求めた。この時代の繁栄は投資ではなく、消費が推進力だった。

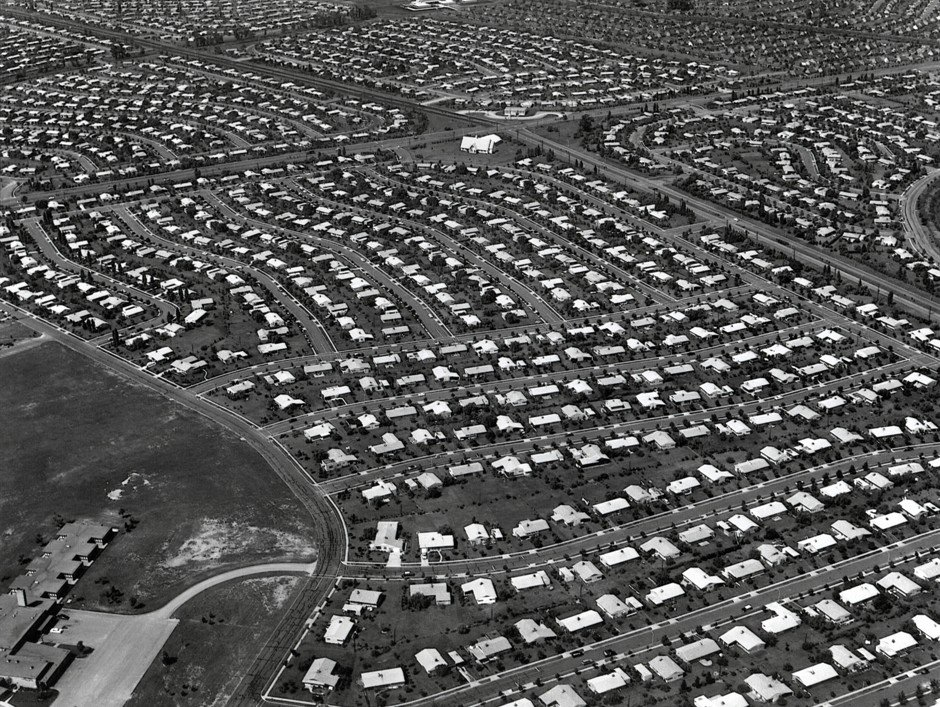
ペンシルベニア州レビットタウン、郊外住宅地の典型、1959年頃

1960年までに自動車による移動距離が増すことで郊外人口は国内の3分の1までに膨れ上がり、デトロイトの自動車製造会社がさらに多くの自動車を生産するに連れて、国外の石油資源に対する依存度も上がっていった。郊外の成長要因は戦後の繁栄の結果としてだけではなく、一戸建て家屋市場の革新も貢献していた。ウィリアム・レビットはロングアイランドで大規模な住宅開発「レビットタウン」を建設するために大量生産方式を使い、国内のトレンドを作った。一方、郊外人口は戦後のベビーブームによっても膨れ上がっていった。郊外であれば大家族向けに大きな家が手に入り、都会よりも安全でありプライバシーが保たれ、消費財を置くスペースも確保できた。
郊外の大半に住めるのはほとんど白人に限られていた。少数のアフリカ系アメリカ人はそこに住むこともできたが、そこに家を持てるような資力のある豊かなアフリカ系アメリカ人にしても公式にしろ非公式にしろ障害に直面した。敢えて郊外に住むことにした数少ないアフリカ系アメリカ人は概して控えめなあるいは明らかな方法で付き合いから遠ざけられていた。地域社会の感覚を売りにしていた郊外住人はその快適性や均質性について後に批判に曝されることになった。実際に郊外には多く同じような年代と経歴を持った住人が住んでいた。

## 公民権運動
レコンストラクション時代の終わり頃から多くの州ではジム・クロウ法を採用し、アフリカ系アメリカ人の人種差別を強制し、二流の階級に留めていた。1896年における「プレッシー対ファーガソン事件」に対する合衆国最高裁判所判決は人種差別を合憲と認めていた。

### ディープ・サウスにおけるアフリカ系アメリカ人の状態
1950年代を通じても南部における選挙権差別は広がったままだった。アフリカ系アメリカ人の小作人達は投票しようとしても白人農民に追い払われることが多かった。有権者登録委員会は資格があるアフリカ系アメリカ人の数を制限し、申請に来る者には白人より識字力の高い正確さを要求し、白人の申請者は自分の車の中や家でも登録が可能にしたが、黒人の申請者は後回しにし、裁判所の中でも黒人には別の登録場所を用意し、登録書の記入についても白人申請者のみに援助の手を差し伸べ、黒人の登録状況については何も告知しようとしなかった。
差別に抵抗した南部の黒人、特に小作人は選挙人登録から締め出された。田園部の黒人は常に雇用主から解雇するぞという脅しの中で生活していた。白人の中で「市民評議会」を自称する者達は抵抗する者に経済制裁を行う政策を採り、あるいはクー・クラックス・クランのような白人自警団組織は南部中で歯止めの掛からない統治を実行する場合が多く、アフリカ系アメリカ人への私刑は日常的なことであり、滅多に告発されることは無かった。1882年から1950年代初期までに国内で4,500人近いアフリカ系アメリカ人が私刑に遭った。

### 「ブラウン対教育委員会事件」と大衆抗議
公民権運動の初期段階では、訴訟とロビー活動が人種差別撤廃活動の中心だった。カンザス州トピカでの「ブラウン対教育委員会事件」（1954年）、「パウェル対アラバマ州事件」（1932年）、「スミス対オールライト事件）（1944年）、「シェリー対クレーマー事件」（1948年）、「スウィート対ペインター事件」（1950年）および「マクローリン対オクラホマ州理事事件」（1950年）における合衆国最高裁判所判決によって戦術のシフトを促し、1955年から1965年に掛けては「直接行動」が戦略になった。すなわちバスのボイコット、シットイン、フリーダムライドおよび社会改革運動だった。
「ブラウン対トピカ教育委員会事件」判決は黒人と白人の公共教育施設を分離することを明白に違法とした画期的な最高裁判所判決であり、公共教育の「分離すれども平等」の原則は白人アメリカ人が利用できるのと同じ基準の施設でアフリカ系アメリカ人を教育できるとは思えないという考え方に立っていた。アメリカ合衆国下院議員の82人と上院議員の19人が最高裁判決を非難する「南部マニフェスト」に署名した。
1951年、アメリカ合衆国カンザス地区裁判所においてトピカ市教育委員会に対する訴訟が行われた。原告はトピカの3年生リンダ・ブラウンであり、分離された学校まで1マイル (1.6 km) を歩くことを強制されていたが、白人の学校は彼女の家からほんの7ブロックの距離にあった。ブラウンの訴訟は全米黒人地位向上協会が後ろ盾となり、その主任顧問であるサーグッド・マーシャル（後の1967年にアメリカ合衆国最高裁判所判事に指名された）が弁論に立った。地区裁判所は、1896年の「プレッシー対ファーガソン事件」における最高裁判所判決を引用し、教育委員会有利の判決を下した。「プレッシー対ファーガソン事件」判決では白人と黒人について列車の中で「差別すれども平等」な設備を求める州法を許容していた。
1957年、アーカンソー州知事オーバル・フォーブスはリトルロック中央高校での人種差別撤廃を防ぐために州兵を使い、ミシシッピ州知事のロス・バーネットやアラバマ州知事のジョージ・ウォレスはそれぞれの州立大学で玄関を物理的に閉鎖させた。ミシシッピ州下院議員のE・H・ハーストは選挙人登録講習に現れた黒人農夫を追って殺した。アラバマ州バーミングハムの公共安全コミッショナー、ユージン・T・"ブル"・コナーはバスにフリーダムライドを試みる者への暴力を提唱し、示威運動者に消防ホースと警察犬を向けるよう命令した。アラバマ州ダラス郡の保安官ジム・クラークは血の日曜日事件の行進参加者にその保安官代理達を立ち向かわせ、自らは別の抗議参加者を脅した。南部中の警察官がでっち上げの容疑で公民権運動家を逮捕した。幾つかの州の全て白人の判事達はアフリカ系アメリカ人を殺害したとされる者達を無罪放免した。

### 公民権運動組織

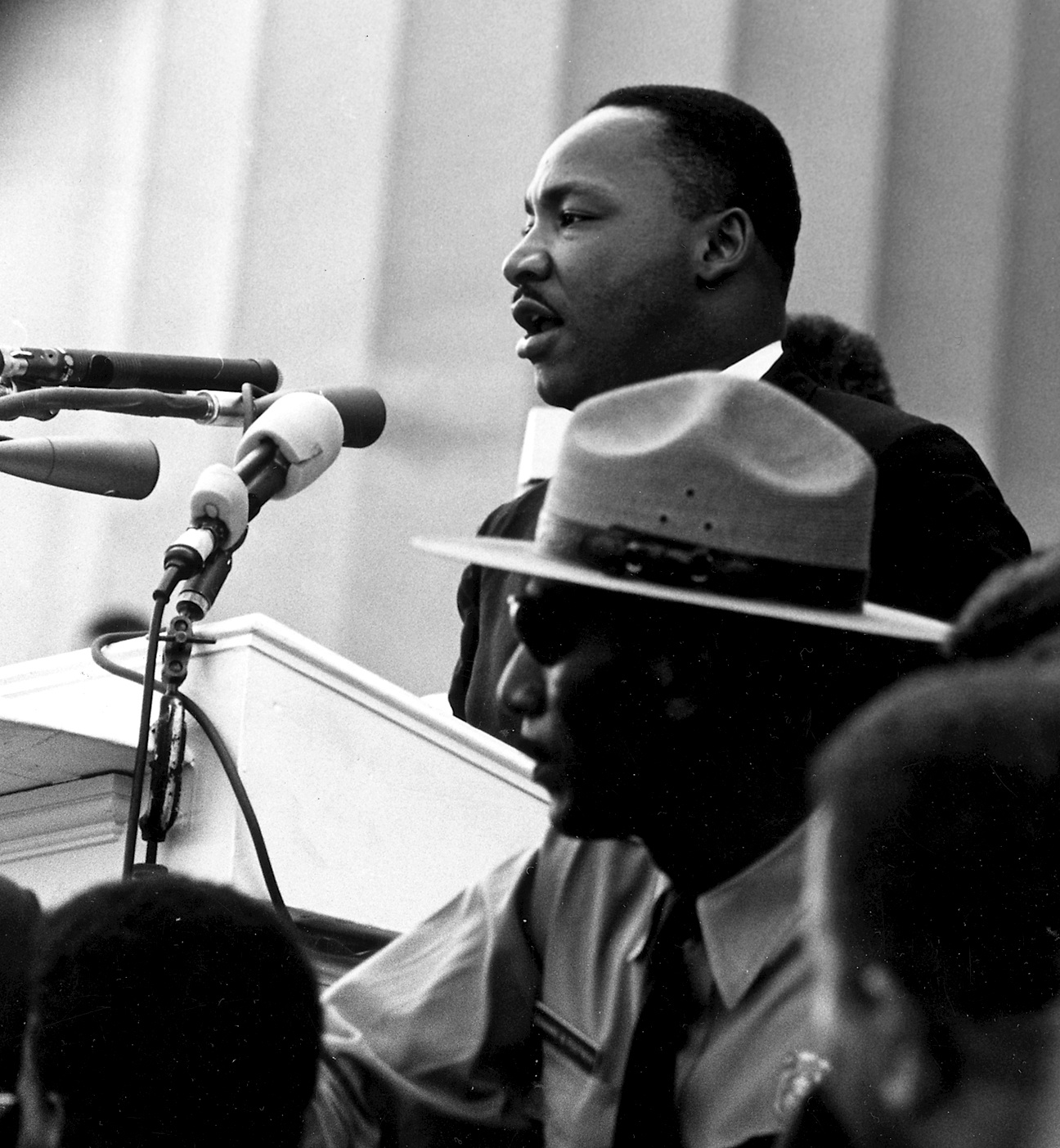
1963年のワシントンD.C.公民権運動行進で演説するマーティン・ルーサー・キング・ジュニア

公民権運動は白人の支持者や同調者もいたが、アフリカ系アメリカ人によって考案され、導かれ、組織化され、参加された。彼らは自らとその家族を自由への闘争の前線に置いた。その英雄的行動は新聞そして後にはテレビを通じてアメリカ中に報道され、平和的な行進やデモが警官に暴力を使って攻撃される様子が流れた。警官は警棒、鞭、消防ホース、警察犬を用い、抗議者を脅すために大量の逮捕が行われた。この運動の第2の側面は1人ないし2人の男に導かれるような、一枚岩のものではなかったことだった。むしろ分散した草の根運動であり、多くの異なる戦術を使って多くの場所で人種差別を攻撃したことだった。
公民権運動の中でマルコムXのような特定集団や個人はブラックパワー、黒人の分離主義あるいは武装抵抗ですら唱導した者がいたが、運動参加者の大半は政治的利点を得るために暴力を控えることを虐げられた少数派の慎重な決断であるとした非暴力の原則に徹したままだった。公民権運動家は非暴力戦略を使って、当時普及しつつあった全国ネットワークの報道、特にテレビを味方に付け、国民の注意を惹きつけ、合衆国議会とホワイトハウスの関心を呼んだ。
この運動の中で黒人教会の指導的役割はその組織構造と機能の自然な拡張に繋がった。彼らは社会で否定されている役割を行使する機会を教会員に提案した。黒人教会はその歴史を通じて礼拝の為の場所として機能し、さらには地域社会の「掲示板」、信用組合、論争を裁く「人民裁判所」、支援集団、および政治活動の中心としても機能していた。これらの機能が牧師の重要性を高めた。公民権運動の中で最も著名な牧師がマーティン・ルーサー・キング・ジュニアだった。キングは雑誌「タイム」で1963年の「パーソン・オブ・ザ・イヤー」に選ばれた。黒人の自由のために疲れを知らぬ行動と強い指導力で世界的な評価を得、1964年のノーベル平和賞まで勝ち取った。
南部でも北部でも学生や生徒が公民権運動のあらゆる段階で重要な役割を担った。教会と学生に指導された運動はその組織と持ち堪えさせる構造を発展させた。1957年に設立された南部クリスチャン指導者会議が大半は北部からの資金集めを行い、地方での抗議と黒人指導者の養成に宛てた。同じく1957年に設立された学生非暴力調整委員会は「ジェイル・ノー・ベイル（刑務所、保釈金無し）」戦略を発展させた。学生非暴力調整委員会の役割はシットイン運動を発展させ互いを結びつけること、フリーダムライド、有権者登録運動などの抗議運動の組織化を援けることだった。これら新しい組織は既存の組織、例えば1909年設立の全米黒人地位向上協会、1942年設立の人種平等の会議および全国都市同盟などと共同行動を採ることが多かった。全米黒人地位向上協会とその指導者ロイ・ウィルキンスは投獄されたデモ参加者の法律上の相談に乗り、保釈金を集めることに貢献し、その前の半世紀間続けていたような裁判所での人種差別と人種分離に対する判断を仰ぐ動きを続けた。人種平等の会議は1961年のフリーダムライドを始めさせて、それに学生非暴力調整委員会のメンバーを巻き込んだ。その指導者ジェイムズ・L・ファーマーは後に学生非暴力調整委員会の事務総長になった。
ジョン・F・ケネディ大統領の政権は学校や公共施設における人種分離撤廃の強制を支持した。司法長官のロバート・ケネディは黒人系アメリカ人の選挙権を確保するために4つの州で50以上の訴訟を起こした。しかしFBI長官のジョン・エドガー・フーヴァーは公民権運動の中に共産主義者の影響がある可能性を心配し、個人的にはキングに敵対していたので、キングや他の公民権運動指導者の信用を落とすようFBIに仕向けた。フーヴァーのCOINTELPRO計画は情報宣伝、潜入者、暗殺および逮捕という手段で反体制派政治組織を妨害することを目しており、公民権運動はその主要な標的にされた。

## ケネディ政権

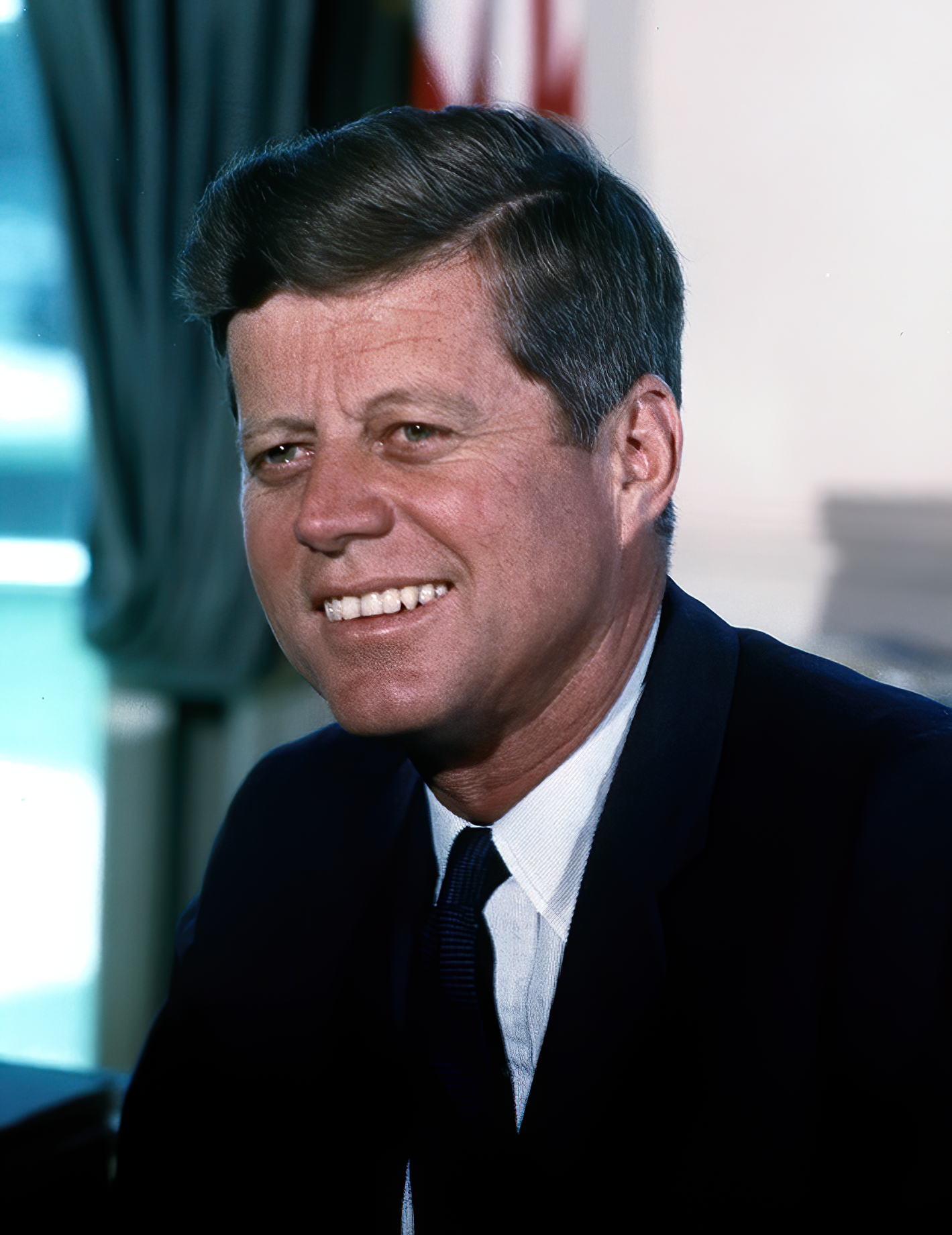
ジョン・F・ケネディ

ケネディの大統領在任期間はほぼ1,000日に過ぎなかった。この短い在任期間に、宇宙開発競争におけるアメリカ合衆国の役割を加速させたこと、ベトナム戦争におけるアメリカの役割を拡大させ始めたこと、キューバのミサイル危機の解決、ソビエト連邦との冷戦を悪化させたピッグス湾侵略、フリーダムライドへの攻撃、ミシシッピ大学の人種統合でジェームズ・メレディスに向けられた集団暴力、バーミングハム運動の時のマーティン・ルーサー・キング・ジュニアの投獄、および弟のロバート・ケネディを司法長官として入閣させたことなど、多彩な事件が続いた。
ケネディは1963年11月22日、テキサス州ダラスで暗殺された。その犯人と考えられたリー・ハーヴェイ・オズワルドは、正式に告発され裁判に掛けられる前にジャック・ルビーによって射殺された。ケネディとオズワルドが殺された日から4日後、大統領職を継承したリンドン・B・ジョンソンがこの暗殺事件を調査するためにウォーレン委員会を創設した。
ケネディの暗殺後、ジョンソンはその任期の残り期間をケネディ路線の継承と考えるやり方で務めた。ロバート・ケネディを含めケネディの閣僚達には残り期間を勤め上げるよう説得した（ただし、ジョンソンとロバート・ケネディは辛辣な仲だったとされている）。ジョンソンは1964年の公民権法を成立させるためにかなりの政治手腕を発揮した。この行動によって1964年の大統領選挙では容易に再選された。